# Marmites de géant (Saint-Germain-de-Joux)
Pour les articles homonymes, voir Marmite du diable.
Les marmites de géant de Saint-Germain-de-Joux sont des marmites de géant situées sur la commune de Saint-Germain-de-Joux dans le département de l'Ain.
Localisées à la confluence entre le Combet et la Semine, les marmites de géant se forment continuellement depuis des milliers d'années sous l'effet de l'érosion et de tourbillons d'eau et atteignent 2 à 3 mètres de profondeur.

## Localisation
Les marmites de géant sont situées sur la commune de Saint-Germain-de-Joux dans le département de l'Ain. D'un point de vue hydrographique, elles sont situées à la confluence du Combet et de la Semine, dans le bassin versant de la Valserine.
Elles sont accessibles en quelques minutes par un sentier depuis le centre-ville de Saint-Germain-de-Joux et sont situées à proximité de l'ancienne scierie Thévenin connue pour posséder la plus grande roue à aubes du département (7,53 m de diamètre) datant des années 1902-1903 qui permettait de scier des arbres puis, plus tard, de produire de l'électricité (jusqu'à l'arrivée du barrage de Génissiat à la fin des années 1940),.

## Description

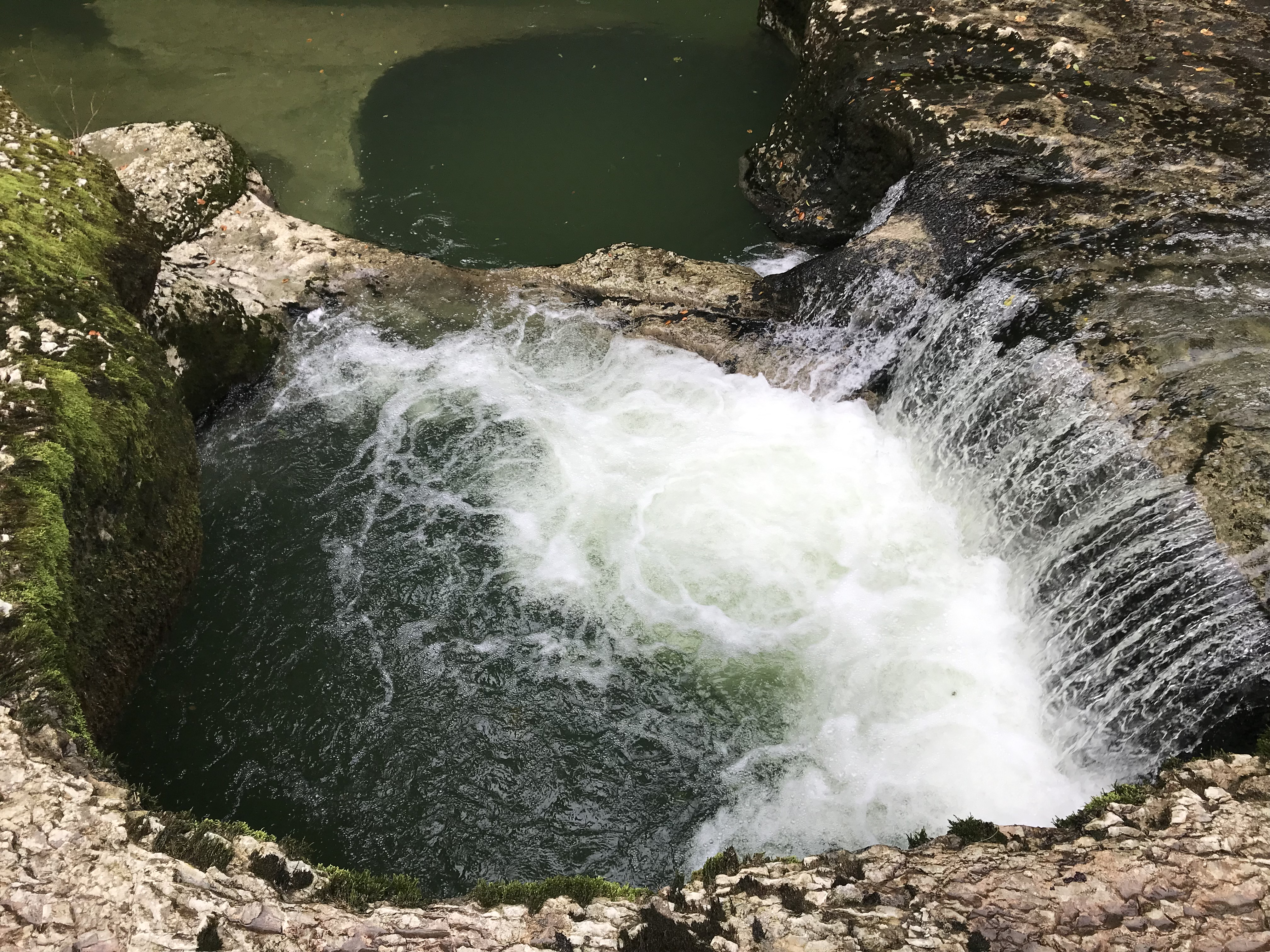
Vue de détail d'une marmite de géant.

Les marmites de géant sont des cavités naturelles de 2 à 3 mètres de profondeur creusées depuis des millénaires par les galets et les tourbillons de la rivière. Elles sont parfois reliées par des cascades,,,.

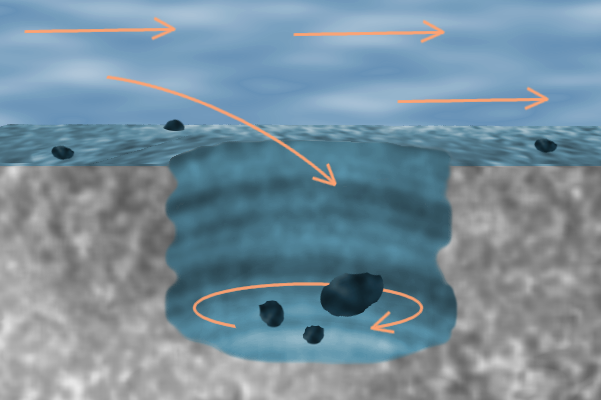
Formation d'une marmite de géant.

Plus précisément, la formation de ces marmites se fait en plusieurs étapes. Des petits galets se piègent dans de petites cavités en calcaire. Ce dernier, facilement friable, s'érode peu à peu sous l'effet de tourbillons d'eau. Les cavités deviennent de plus en plus grosses et forment des marmites. Une fois les galets totalement érodés, d'autres prennent leur place et font perdurer le phénomène.
Le site accueille environ 13 000 visiteurs chaque année.

## Protection

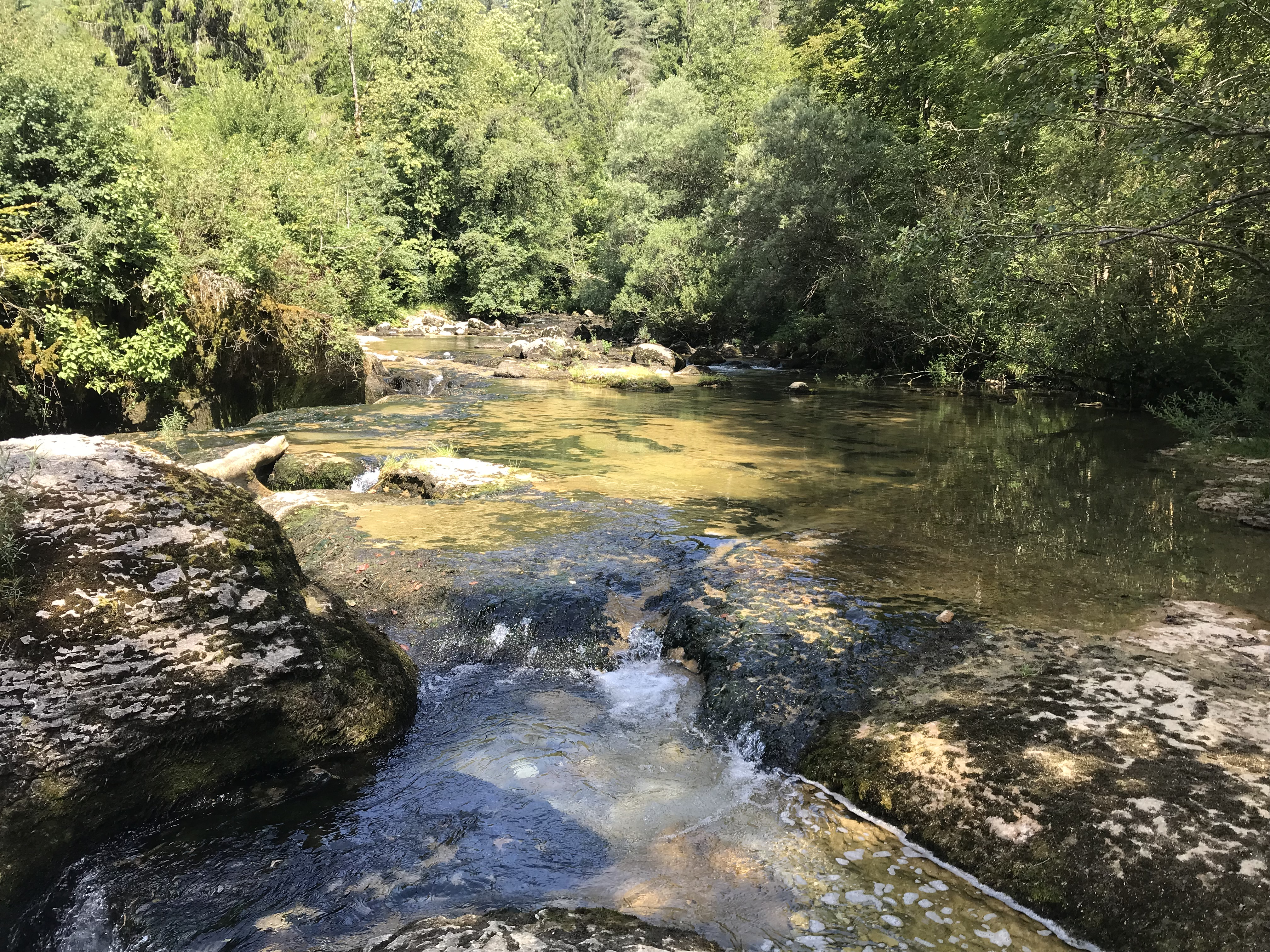
La Semine au niveau des marmites de géant.

La vallée de la Semine sur le territoire de Saint-Germain-de-Joux — incluant les marmites de géant — est depuis 2009 un site classé du département de l'Ain. À ce titre, la vallée présente un intérêt général en raison de ses caractéristiques scientifique et pittoresque.
Depuis 2014, la Valserine, dont la Semine est un affluent, est un espace naturel sensible du département de l'Ain et est labellisée « rivière sauvage », démontrant sa préservation des activités humaines. À ce titre, elle fait l'objet d'un programme d'actions visant à pérenniser et améliorer cette préservation. Bien que non labellisée, la Semine (et par extension les marmites de géant), en tant qu'affluent de la Valserine, conserve globalement un état « sauvage » et bénéficie également de ce programme d'actions.
En raison de la fragilité, de la préservation et de la dangerosité du site, il est interdit de s'y baigner,,.